# Stefanie Sun
Stefanie Sun (孙燕姿, pinyin: Sūn Yànzī) (Singapur, 23 de juliol del 1978), cantant pop en mandarí, anglès i altres dialectes xinesos.
Es va educar en la St Margaret's Secondary School, Raffles Girls' School i el Saint Andrew's Junior College. Després va anar a la Nanyang Technological University, on es va llicenciar en màrqueting. El seu professor de música va descobrir el seu talent com a cantant.
El 2000, va llançar el seu àlbum debut, Yan Zi, que li va valer un premi Golden Melody a la millor artista revelació. El 2004, va llançar el seu vuitè àlbum d'estudi, Stefanie, que li va valer un altre premi Golden Melody a la millor cantant femenina mandarí. Després d'haver venut més de 30 milions de discos, va aconseguir popularitat a la Gran Xina i entre el món de parla xinesa.

## Carrera de cant
Primers anys i 2000

Durant la universitat, Sun va escriure la seva primera cançó titulada "Someone", que més tard va aparèixer al seu àlbum de 2002, Start. Va assistir a la LWS School of Music, i el seu talent vocal va ser descobert pel seu mentor Paul Lee, que més tard la va presentar a Samuel Chou, el president de Warner Music Taiwan en aquell moment.
El 2002, Yazhou Zhoukan, amb seu a Hong Kong, va publicar un article de 15 pàgines sobre el "fenomen Stefanie Sun", citant l'impacte que la seva música havia fet a Àsia.
Sun va ser seleccionada per cantar les versions anglesa i mandarí de les cançons temàtiques de la Desfilada del Dia Nacional de Singapur per al 2002 - "We Will Get There" (一起走到) i 2003 - "One United People" (全心全意).
El 2006, la Junta de Parcs Nacionals de Singapur va nomenar una orquídia, Dendrobium Stefanie Sun, en honor seu. Sun també té una figura de cera d'ella mateixa al museu de cera "Madame Tussauds Singapur" que retrata el seu aspecte característic durant el seu "Kepler World Tour" de 2014. La xifra de cera va trigar uns quatre mesos a fabricar-se, costant 300.000 dòlars de Singapur.
Anys 2010

Stefanie Sun va revelar que els seus moments més orgullosos com a cantant van ser quan va cantar la cançó preferida de Kwa Geok Choo, dona de l'ex primer ministre de Singapur, Lee Kuan Yew, "Que Sera Sera", als "Business China Awards" el 2011, poc després de la seva desaparició. La cançó havia emocionat fins a les llàgrimes al Sr. Lee, una persona per la qual Sun tenia el màxim respecte.
Anys 2020

A principis de gener de 2020, va col·laborar amb la banda taiwanesa, Mayday, per llançar la nova versió del seu èxit de 2000 "Tenderness".
El 27 de maig de 2022, més de 240 milions de persones van veure l'actuació de Sun en un concert virtual d'una hora retransmès a Douyin.

## Vida personal
El maig de 2011, Sun es va casar amb Nadim van der Ros, que és indonèsià eurasiàtic i fundador de "Be An Idea", una part de "The Good Bean Consultancy". Havien registrat en secret el seu matrimoni el març de 2011. L'octubre de 2012, Sun va donar a llum el seu fill, seguit d'una filla el juliol de 2018.

## Àlbums
| Any  | Títol original en xinès o anglès | Títol en català             |
| ---- | -------------------------------- | --------------------------- |
| 2000 | 孫燕姿                           | Yan Zi                      |
| 2000 | 我要的幸福                       | La meva desitjada felicitat |
| 2001 | 風筝                             | Estel                       |
| 2002 | 自選集                           | Començament                 |
| 2002 | Leave                            | Deixar                      |
| 2002 | 半成年主張                       |                             |
| 2003 | 未完成                           | Continuarà...               |
| 2003 | 這一刻                           | El moment                   |
| 2003 | 七年級生                         | Néixer en els 80            |
| 2004 | Stefanie                         | Stefanie                    |
| 2005 | 雙棲動物                         | Amfibis                     |
| 2005 | 完美的一天                       | A Perfect Day               |
| 2007 | 逆光                             | against the Light           |

## Premis
Ha rebut nombrosos premis a Singapur, Taiwán, Xina, Hong Kong i als MTV Asia Awards).
| Any  | Premis |
| ---- | --- |
| 2000 | - TVB 8 Mandarin Music Awards (Hong Kong), Best Newcomer - Hong Kong's Radio Station, Most Promising Artist - Channel V Music Awards (Pequín), Best newcomer - Channel V Music Awards (Pequín), Song Of the Year - Singapore Hit Awards, Most Promising Artiste - Ming Sheng Bao Top 10 Stars, Most Promising Artiste - China Music Awards, Best Newcomer - China Music Awards, Best Female Vocal      |
| 2001 | - Golden Melody Awards (Taiwan), Best newcomer - MTV Chinese, Top 10 Most Popular Artist - Golden Melody Awards (Malàisia), "Hong Ren" of the year (Gold) - Singapore Hit Awards, Best Local Artiste - Singapore Hit Awards, Best New Act (Gold) |
| 2002 | - Singapore Hit Awards, Most Popular Female Artiste - Singapore Hit Awards, Best-Selling Female Artiste - Singapore Hit Awards, Best Local Artiste |
| 2003 | - Singapore Hit Awards, Best Local Artiste - Singapore Hit Awards, Best Performing Regional Female Artiste |
| 2004 | - Singapore Hit Awards, Best Local Artiste |
| 2005 | - Golden Melody Awards (Taiwan), Best Female Mandarin Singer - MTV Video Music Awards Japan, Best buzz ASIA from Taiwan - MTV Asia Awards, Singapore Most Popular Singer - Singapore Hit Awards, Best Local Female Artiste - Singapore Hit Awards, Best Female Vocalist - Singapore Hit Awards, Best Performing Regional Female Artiste - Singapore Hit Awards, Y.E.S. 93.3FM Most Popular Song (同类) |